# باس ریور، نیوجرسی
باس ریور (به انگلیسی: Bass River Township) شهری در ایالت نیوجرسی کشور ایالات متحده آمریکا است که جمعیت آن در سرشماری سال ۲۰۱۰ میلادی، ۱٬۴۴۳ نفر بوده‌است.